# Чемеровецкий район
Чемерове́цкий райо́н (укр. Чемеровецький район) — упразднённая административная единица Хмельницкой области Украины. Административный центр — посёлок городского типа Чемеровцы. Район расположен в юго-западной части Хмельницкой области, лесостепной части Украины и расположен в пределах Подольской возвышенности.
Административно район разделен на 2 поселковых и 33 сельских совета, в состав которых входит 68 сел и 2 поселка городского типа.

## История
Чемеровецкий район создан 5 апреля 1923 на базе бывших Ольховецкой и Бережанской волостей.
23 сентября 1959 года к Чемеровецкому району была присоединена часть территории упразднённого Орининского района.
5 февраля 1965 года передан Скипченский сельсовет Чемеровецкого района в состав Городоцкого района.
В 2020 году населенные пункты Чемеровецкого района отнесены в Каменец-Подольский район. С этого времени Чемеровецкий район перестал существовать как административно-территориальная единица.